# Barrio Hipódromo
Barrio Hipódromo est une ville de l'Uruguay située dans le département de Maldonado. Sa population est de 1 517 habitants.

## Population
| Année | Population |
| ----- | ---------- |
| 1963  | –          |
| 1975  | 46         |
| 1985  | 369        |
| 1996  | 1 436      |
| 2004  | 1 517      |

,